# Buggiano
Buggiano is een gemeente in de Italiaanse provincie Pistoia (regio Toscane) en telt 8462 inwoners (31-12-2004). De oppervlakte bedraagt 16,1 km², de bevolkingsdichtheid is 526 inwoners per km².
De volgende frazioni maken deel uit van de gemeente: Borgo a Buggiano, Buggiano, Colle di Buggiano, Malocchio, Pittini, S. Maria, Stignano.

## Demografie
Buggiano telt ongeveer 3345 huishoudens. Het aantal inwoners steeg in de periode 1991-2001 met 6,4% volgens cijfers uit de tienjaarlijkse volkstellingen van ISTAT.
| Jaar | Inwoneraantal |
| ---- | ------------- |
| 1991 | 7559          |
| 2001 | 8043          |

## Geografie
De gemeente ligt op ongeveer 41 m boven zeeniveau.
Buggiano grenst aan de volgende gemeenten: Chiesina Uzzanese, Massa e Cozzile, Montecatini-Terme, Pescia , Ponte Buggianese, Uzzano.